# 정글라이프
정글라이프는 2013년, 2014년에 공연을 펼친 대한민국의 뮤지컬이다.

## 출연진

### 2013년(11월 8일 ~ 11월 17일)
- 피동희 역 : 정욱진
- 오레오 역 : 박태성
- 홍호란 역 : 김윤지
- 사수미 역 : 고현경
- 하예나 역 : 이시유
- 이원순 역 : 이든
- 김미화 역 : 이미경, 조성욱

### 2014년(2월 27일 ~ 3월 30일)
- 홍호란 역 : 김경선
- 김미화 역 : 조진아, 이미경
- 이원순 역 : 이든
- 오레오 역 : 박태성, 이준혁
- 사수미 역 : 고현경
- 하예나 역 : 이시유, 한수연

### 2014년(11월 4일 ~ 12월 31일)
- 오래오 역 : 박태성
- 홍호란 역 : 문혜원, 김윤지
- 사수미 역 : 원종환, 고현경
- 하예나 역 : 이시유, 한수연
- 이원순 역 : 이든, 조환준
- 피동희 역 : 김수민, 김태이
- 김미화 역 : 이세나, 김채은